# Tachycineta
A Tachycineta a madarak osztályának (Aves) a verébalakúak (Passeriformes) rendjébe és a fecskefélék (Hirundinidae) családjába tartozó nem.

## Rendszerezésük
A nemet Jean Cabanis írta le 1850-ben, az alábbi 9 faj tartozik ide:
- odúfecske (Tachycineta bicolor)
- karolinai fecske (Tachycineta thalassina)
- bahamai fecske (Tachycineta cyaneoviridis)
- aranyfecske (Tachycineta euchrysea)
- Tachycineta leucorrhoa
- chilei fecske (Tachycineta leucopyga vagy Tachycineta meyeni)
- tumbesi fecske (Tachycineta stolzmanni)
- mangrovefecske (Tachycineta albilinea)
- Tachycineta albiventer